# HD 40745
HD 40745，又名BD-12 1337，SAO 151011、HR 2118，是一颗恒星，视星等为6.22，位于銀經218.96，銀緯-17.08，其B1900.0坐标为赤經5h 55m 40.9s，赤緯-12° -17.08′ 13″。